# Haus zum Schwert (Baden)

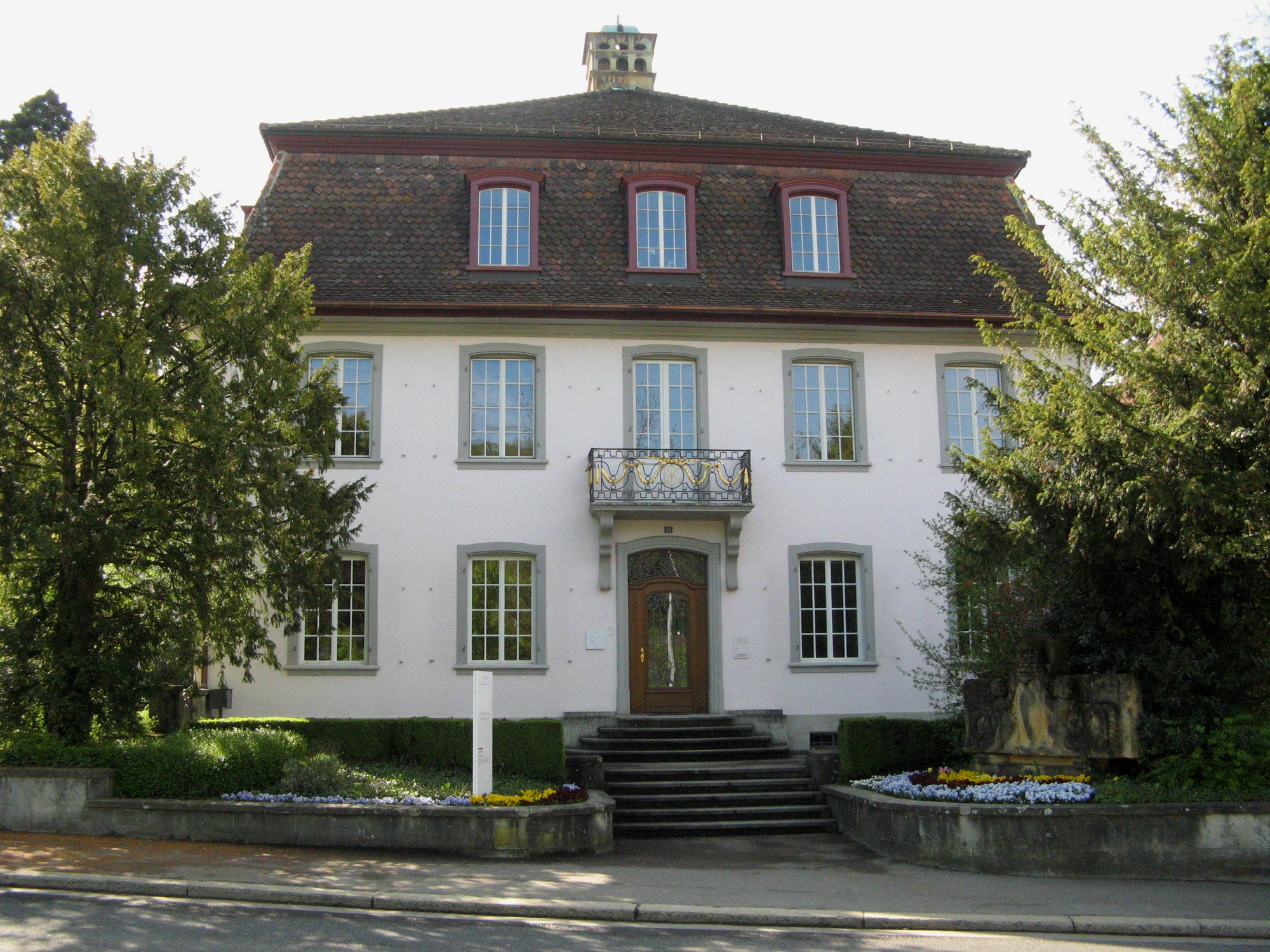
Haus zum Schwert

Das Haus zum Schwert ist ein denkmalgeschütztes Gebäude in Baden in der Schweiz. Es befindet sich nordöstlich des Bahnhofs, in der Nachbarschaft der Reformierten Kirche und des Kursaals. Die Ende des 18. Jahrhunderts errichtete Villa ist das früheste Beispiel klassizistischer Bauweise in der Stadt und ist stark vom französischen Empirestil geprägt.
Caspar Joseph Müller, ein Hauptmann in neapolitanischen Diensten, liess 1790 die alte Öltrotte an der Badhalde (der heutigen Ölrainstrasse) abreissen und an deren Stelle ein repräsentatives Wohngebäude errichten. Elf Jahre später gab Müllers Witwe Walburga, die in zweiter Ehe mit dem späteren Regierungsrat Karl von Reding verheiratet war, einen Anbau an der Westseite in Auftrag. Von 1827 bis 1896 war in dem Gebäude eine Gaststätte eingerichtet, die den Namen «Zum Schwert» trug; diese Bezeichnung hielt sich bis heute. Die Besitzer verkauften nach und nach das umliegende Gartengelände, das in der Folge überbaut wurde.
1898 ging das Gebäude in den Besitz der Brown, Boveri & Cie. (heute Asea Brown Boveri) über, die es bis 1906 als Clubhaus für ihre Angestellten nutzte. Nach einer zwischenzeitlichen Nutzung als Wohnhaus wurde 1919 die Aargauische Kantonalbank neue Besitzerin. Diese richtete zehn Jahre später im Gebäude eine Bankfiliale ein. Der Regierungsrat des Kantons Aargau stellte 1948 das Haus zum Schwert unter Denkmalschutz. Im Rahmen eines Abtausches kam die Einwohnergemeinde Baden 1976 in den Besitz des Hauses. Von 1985 bis 2002 war es Standort des Schweizer Kindermuseums, seither wird es als Bürogebäude genutzt.